# Heinrich von Bamberger
Heinrich von Bamberger, född 27 december 1822 i Zwornarka vid Prag, död 9 november 1888 i Wien, var en österrikisk patolog.
Bamberger studerade vid Wiens universitet som lärjunge till bland andra Josef Škoda och Karl von Rokitansky. Han tjänstgjorde först i Prag, sedan i Wien och utnämndes 1854 till professor i speciell patologi och terapi vid medicinska kliniken i Würzburg samt 1872 till samma befattning i Wien. 
Bamberger utgav flera praktisk-medicinska arbeten, som var av framstående betydelse till följd av hans ovanligt rika kliniska erfarenhet. Han invaldes som utländsk ledamot av svenska Vetenskapsakademien 1871.